# Kemang (Pangkalan Kuras)
Kemang is een bestuurslaag in het regentschap Pelalawan van de provincie Riau, Indonesië. Kemang telt 2216 inwoners (volkstelling 2010).